# Dolichurus cearensis
Dolichurus cearensis är en  stekelart som beskrevs av Adolpho Ducke 1910. Dolichurus cearensis ingår i släktet Dolichurus och familjen Ampulicidae. Inga underarter finns listade i Catalogue of Life.